# Аргольцен
Аргольцен (нім. Arholzen) — громада в Німеччині, розташована в землі Нижня Саксонія. Входить до складу району Гольцмінден. Складова частина об'єднання громад Ешерсгаузен-Штадтольдендорф.
Площа — 5,33 км2. Населення становить 394 ос. (станом на 31 грудня 2021).

## Галерея

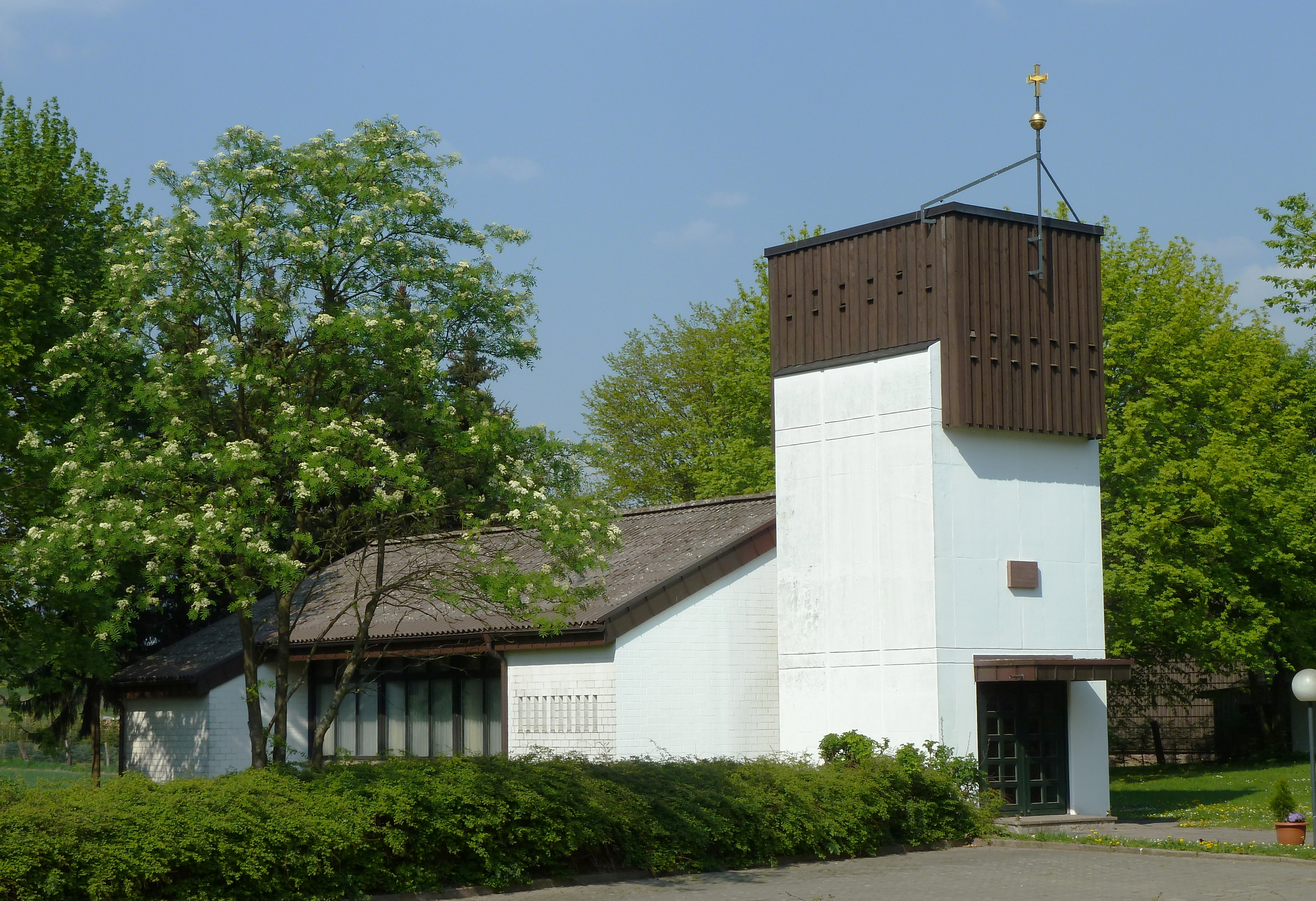